# Ligne de Nagykálló à Nyíradony
La ligne de Nagykálló à Nyíradony ou ligne 112 est une ligne de chemin de fer de Hongrie. Elle relie Nagykálló à Nyíradony.